# Zygophyllum pinnatum
Zygophyllum pinnatum là một loài thực vật có hoa trong họ Zygophyllaceae. Loài này được Cham. miêu tả khoa học đầu tiên.